# My Spy
My Spy es una película estadounidense de comedia y acción dirigida por Peter Segal y escrita por Jon y Erich Hoeber. Sigue a un agente de la CIA que debe vigilar a una joven después de que se le asigna para proteger a su familia. La película fue estrenada en el Reino Unido 13 de marzo de 2020 y en los Estados Unidos el 17 de abril de 2020.

## Sinopsis
Un operativo de la CIA que cree no tener sentimientos queda a merced de una chica de 9 años después de que se le asignase la misión de vigilar a su familia.

## Reparto
- Dave Bautista como JJ  Cena.
- Chloe Coleman como Sophie Newton.
- Parisa Fitz-Henley como Kate Newton.
- Kristen Schaal como Bobbie Ault.
- Greg Bryk como Victor Marquez.
- Ken Jeong como David Kim.
- Devere Rogers como Carlos.

## Producción
El 5 de octubre de 2017, se informó que STX Entertainment había finalizado un acuerdo para desarrollar una franquicia de películas de comedia y acción, entonces sin título, protagonizada por Dave Bautista. También se esperaba que Bautista produjera las películas junto a Jonathan Meisner con Drew Simon a cargo del proyecto para el estudio.
El 30 de julio de 2018, se anunció que la primera película de la serie planeada, ahora titulada My Spy, sería dirigida por Peter Segal a partir de un guion escrito por Jon y Erich Hoeber. En octubre de 2018, se anunció que Ken Jeong, Parisa Fitz-Henley, Chloe Coleman y Kristen Schaal se habían unido al elenco de la película. Se anunció además que Segal, Chris Bender, Jake Weiner y Gigi Pritzker serían los productores de la película, que los Hoebers, Michael Flynn, Rachel Shane y Adrian Alperovich serían los productores ejecutivos y que Stacy Calabrese serviría como un coproductor. Además, se informó que MWM Studios se había unido a la película como una compañía de producción adicional.
El rodaje de la película comenzó el 15 de octubre de 2018 en Toronto, Ontario, Canadá, y concluyó el 30 de noviembre de 2018.